# Curt Lange
Francisco Curt Lange (Eilenburg, Alemanha, 12 de dezembro de 1903 – Montevidéu, Uruguai, 3 de maio de 1997), musicólogo teuto-uruguaio, foi um dos grandes inspiradores de movimentos musicais na América Latina. Conhecido internacionalmente como Curt Lange, foi no continente americano que se destacou e trouxe suas maiores contribuições à música e à musicologia do século XX.

## Seus estudos
Estudou musicologia com Erich von Hornbostel, Adolf Sandberger, Eugène d'Albert, Charles van den Borren e Curt Sachs, mas sua formação acadêmica foi de arquitetura e musicologia, nas universidades de Leipzig, Berlim e Bonn.

### Difusão da música erudita na América Latina
Sua incursão mais incisiva à América Latina começa se dar em 1930, quando organiza no Uruguai, a convite do governo daquele país, o Sodre (Serviço Nacional de Radiodifusão do Uruguai), célula mater do que viria a ser a Rádio Sodre, famosa por suas gravações de música erudita e instrumental. Além disso, Lange iniciou no país sul-americano atividades para graduação em musicologia.
Desenvolveu congressos, seminários e workshops sobre o tema, além de festivais musicais, como o Interamericano de Música, que ocorreu entre 1933 e 1946 em várias capitais latino-americanas, e a Conferência Ibero-americana, na Colômbia, em 1938. Também foi editor e colaborador de publicações, livros e revistas musicais, como a Música Viva, editada nos anos 1940 no Brasil, a Revista de Estúdios Musicales, entre 1949 e 1956, na Argentina e o Boletín Latino Americano de Música (seis tomos, publicados entre 1935 a 1946).

### Pesquisas e descobertas
Além de uma destacada importância para a musicologia Latino Americana, Curt Lange tem uma importância ímpar para a música brasileira. Desde suas primeiras visitas ao estado de Minas Gerais em 1944 e 1945, realizou um trabalho de campo sem precendentes através do qual localizou partituras e partes musicais manuscritas, produzidas por gerações de músicos cujas atividades remontam ao século XVIII. Lange formou a partir de então uma coleção de fontes musicais manuscritas, que desde 1983 estão sob os cuidados do Museu da Inconfidência, em Ouro Preto (MG). Até pouco antes de sua morte, Lange atuava constantemente nos movimentos de musicologia, através de oficinas e de eventos internacionais. A importância de seu trabalho, tanto no âmbito da música brasileira e latino americana, como em âmbito mais amplo, está ainda por ser plenamente estudada e estabelecida.

### Arquivo pessoal
Por sua própria decisão, seu arquivo pessoal foi para o Brasil em 1995, estando desde então sob os cuidados da Biblioteca Universitária da Universidade Federal de Minas Gerais, onde se denomina Acervo Curt Lange. O acervo é composto de discos, fotografias, livros, periódicos, equipamentos e milhares de documentos em papel, tais como anotações, rascunhos, partituras e uma numerosíssima correspondência. O musicólogo escreveu aproximadamente 58 mil cartas, das quais 57,4 mil estão em base de dados disponível no acervo. A maioria da correspondência é de natureza profissional, mas há também cartas pessoais e familiares. Destacam-se, no conjunto, missivas que Lange trocou com as principais personalidades da cena musical de seu tempo. Estão nelas, certamente, uma parte significativa da história da música do século XX e da história da própria musicologia.

### Descobertas em Minas Gerais
A grande descoberta de Curt Lange, entretanto, está no Estado de Minas Gerais. No século XVIII, Ouro Preto, Mariana e Diamantina já eram centros culturais relevantes para a época. Lá estavam Aleijadinho com suas maravilhosas obras de arquitetura e estatuária; e também Manuel da Costa Ataíde pintor reconhecido pelo alto valor de seus trabalhos. Pesquisando nas igrejas da região, Lange encontrou obras sacras do extraordinário compositor austríaco Joseph Haydn que eram executadas durante as missas, estando Haydn ainda vivo, por pequenas orquestras formadas geralmente por músicos mulatos. Naquelas longínquas paragens, limite do mundo civilizado, aqueles hábeis artistas aprenderam facilmente o metiê e se adaptaram e dominaram o estilo musical da época. Por influência da música sacra italianizante do mestre austríaco, surgiram concomitantemente vários compositores com obras bastante influenciadas pelo europeu, porém dotadas de significativa originalidade nacional tanto na melodia como na harmonia. Os nomes mais conhecidos e significativos da arte musical mineira foram José Joaquim Emerico Lobo de Mesquita, Marcos Coelho Neto, Inácio Pereira Neves e Francisco Gomes da Rocha.
As descobertas de Lange ocorreram principalmente na Matriz do Pilar em Ouro Preto. Posteriormente, novas obras foram achadas pelas maestrinas e musicólogas Cleofe Person de Matos e Mercedes Reis Pequeno.